# Jian'an
Jian'an (en chino, 建安; pinyin, Jiàn'ān; Wade-Giles, chien an (escuchar)ⓘ [an]) es un distrito urbano bajo la administración directa de la Prefectura  Xuchang  en la Provincia de Henan, República Popular China.  Su área es de 1000 km² y su población total para 2020 superó los 713 mil  habitantes.
El distrito de Jian'an se estableció mediante la abolición del Condado Xuchang (许昌县) el 5 de febrero de 2017, y rodea por completo el Distrito Weidu.

## Administración
Desde junio  de 2023, el  Distrito Jian'an se divide en 18 pueblos  administrados en 4 subdistritos,   7 poblados y 7 villas.

## Toponimia
El topónimo Jian'an [/chién-an/] se refiere al quinto nombre de era del Emperador Xian,  el último emperador de la dinastía Han. 
En los años 196-2020 AD, el Emperador Xian se exilió aquí y se llamó Jian'an, luego el lugar tomó su nombre. Mientras que el emperador estuvo resguardándose aquí, su ministro Cao Cao comenzó a controlar el gobierno. Por lo tanto, el período Jian'an también puede considerarse el período en el que Cao Cao estuvo en el poder. Después de la muerte de Cao Cao en marzo de 220 (el año 25 de la era Jian'an), la era cambió a Yankang 1 (延康元年, "el primer año de Yankang").